# Rosinos de la Requejada
Rosinos de la Requejada ist ein nordwestspanischer Ort und eine Gemeinde (municipio) mit 305 Einwohnern (Stand: 2024) im Westen der Provinz Zamora der Autonomen Gemeinschaft Kastilien-León. Die Gemeinde besteht neben dem Hauptort Rosinos de la Requejada aus den Ortschaften Anta de Rioconejos, Carbajalinos, Doney de la Requejada, Escuredo, Monterrubio, Rionegrito, Santiago de la Requejada und Villarejo de la Sierra. sowie der Wüstung Gusandano.

## Lage
Rosinos de la Requejada liegt in der kastilischen Hochebene in einer Höhe von etwa 102 m. Die Provinzhauptstadt Zamora ist etwa 75 Kilometer (Fahrtstrecke) in südöstlicher Richtung entfernt. Der Flugplatz  Aeródromo de Rosinos de la Requejada und zahlreiche Berge befinden sich in der Gemeinde. Das Klima im Winter ist durchaus kalt, im Sommer dagegen warm bis heiß, Regen fällt verteilt übers ganze Jahr.

## Bevölkerungsentwicklung
| Jahr      | 1970 | 1981 | 1991 | 2001 | 2011 | 2021 |
| Einwohner | 1499 | 842  | 643  | 508  | 434  | 342  |

## Sehenswürdigkeiten
- Kolumbenkirche

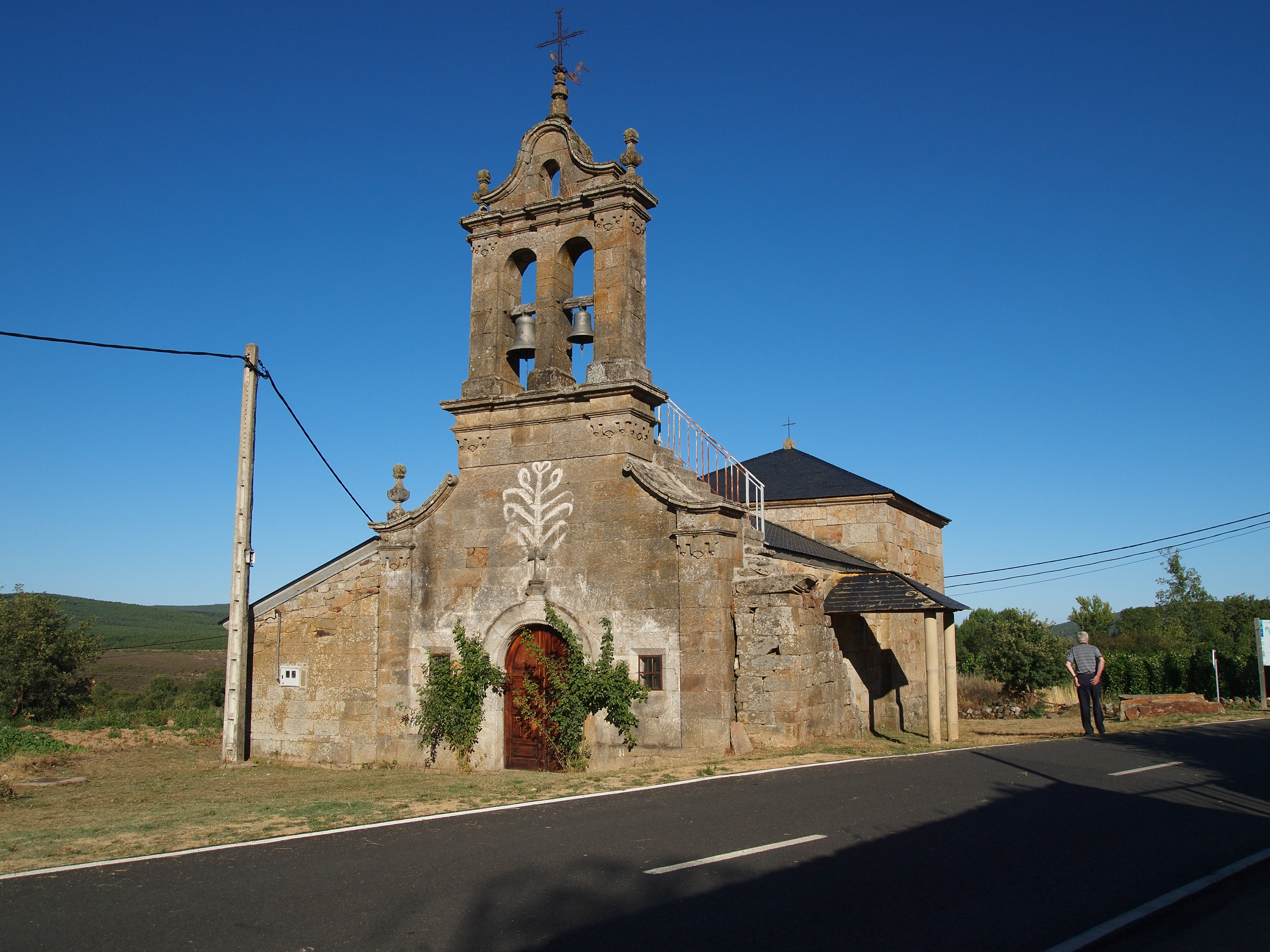
Christuskapelle

- Christuskapelle